# La Ferté-Saint-Aubin
Pour les articles homonymes, voir La Ferté (homonymie) et Saint-Aubin.
La Ferté-Saint-Aubin est une commune française située dans le département du Loiret, en région Centre-Val de Loire.
C'est la commune qui occupe la plus grande superficie du Loiret. La Ferté-Saint-Aubin a été formée par la réunion de deux villages, la Ferté plus au nord, et Saint-Aubin plus au sud.
La commune constitue à elle seule l'unité urbaine de La Ferté-Saint-Aubin.

## Toponymie
L'ancien français ferté est la forme populaire correspondant à « fermeté », forme savante. Les deux mots sont issus du bas latin firmitate. Ferté est employé en toponymie au sens ancien de « lieu fortifié ».
À l'origine, La Ferté et Saint-Aubin étaient deux paroisses voisines qui ont juxtaposé leurs noms pour donner le nom de la commune après la Révolution française.
La commune a porté successivement les noms du propriétaire du château : La Ferté-Nabert, La Ferté-Saint-Nectaire, La Ferté-Senneterre, La Ferté-Lowendal. Elle a également porté le nom de La Ferté-Cosson sous la Révolution.

## Géographie

### Localisation
La commune de La Ferté-Saint-Aubin se trouve dans le quadrant sud-ouest du département du Loiret, dans la région agricole de la Sologne et l'aire urbaine d'Orléans.  À vol d'oiseau, elle se situe à 20,7 km  d'Orléans, préfecture du département et à 54 km au nord-est de Blois.
Les communes les plus proches sont : Ménestreau-en-Villette (6,6 km), Marcilly-en-Villette (8 km), Ardon (8,2 km), Jouy-le-Potier (10,1 km), Yvoy-le-Marron (11,5 km, en Loir-et-Cher), Vouzon (12 km, en Loir-et-Cher), Chaumont-sur-Tharonne (12,1 km, en Loir-et-Cher), Ligny-le-Ribault (12,5 km), Saint-Cyr-en-Val (12,7 km) et Lamotte-Beuvron (14,6 km).

### Lieux-dits et écarts
L'Échevau, les Relais, les Boistards, Bellefontaine, la Croix d'Alvault, Beauvais, les Trays.

### Géologie et relief

#### Géologie
La commune se situe dans le sud du Bassin parisien, le plus grand des trois bassins sédimentaires français. Cette vaste dépression, occupée dans le passé par des mers peu profondes et des lacs, a été comblée, au fur et à mesure que son socle s’affaissait, par des sables et des argiles, issus de l’érosion des reliefs alentours, ainsi que des calcaires d’origine biologique, formant ainsi une succession de couches géologiques.
Les couches affleurantes sur le territoire communal sont constituées de formations superficielles du Quaternaire et de roches sédimentaires datant du Cénozoïque, l'ère géologique la plus récente sur l'échelle des temps géologiques, débutant il y a 66 millions d'années. La formation la plus ancienne est des sables et argiles de Sologne remontant à l’époque Miocène de la période Néogène. La formation la plus récente est des alluvions récentes des lits mineurs remontant à l’époque Holocène de la période Quaternaire. Le descriptif de ces couches est détaillé dans  les feuilles « n°398 - La Ferté-Saint-Aubin » et « n°430 - Lamotte-Beuvron » de la carte géologique au 1/50 000ème du département du Loiret, et leurs notices associées,.

Carte géologique de la commune.

| Ère                   | Période                | Époque   | Formations géologiques |                                               |
| --------------------- | ---------------------- | -------- | --- | --------------------------------------------- |
| Cénozoïque (0 - 66.0) | Quaternaire (0 - 2.58) | Holocène | \| \| Fz : \| alluvions récentes des lits mineurs, Holocène \| \| \| FC : \| alluvions et colluvions du fond des vallées secondaires, Holocène \| \| \| Fy : \| alluvions récentes des levées et montilles de la Loire et des basses terrasses du Loing, Holocène \| \| \| Fy-z : \| alluvions récentes de basse terrasse, Holocène \| \| \| FybS : \| alluvions de basse terrasse de Sologne, Pléistocène (Wurm), terrasse +5 m \| \| \| FyaS : \| alluvions de basse terrasse de Sologne, Pléistocène (Wurm), terrasse +8 m \|FxSFxSFxS |                                               |
| Cénozoïque (0 - 66.0) | Quaternaire (0 - 2.58) |          | Fz : | alluvions récentes des lits mineurs, Holocène |
| Cénozoïque (0 - 66.0) |                        | FC :     | alluvions et colluvions du fond des vallées secondaires, Holocène |                                               |
| Cénozoïque (0 - 66.0) |                        | Fy :     | alluvions récentes des levées et montilles de la Loire et des basses terrasses du Loing, Holocène |                                               |
| Cénozoïque (0 - 66.0) |                        | Fy-z :   | alluvions récentes de basse terrasse, Holocène |                                               |
| Cénozoïque (0 - 66.0) |                        | FybS :   | alluvions de basse terrasse de Sologne, Pléistocène (Wurm), terrasse +5 m |                                               |
| Cénozoïque (0 - 66.0) |                        | FyaS :   | alluvions de basse terrasse de Sologne, Pléistocène (Wurm), terrasse +8 m |                                               |

#### Relief
La superficie cadastrale de la commune publiée par l’Insee, qui sert de références dans toutes les statistiques, est de 86,12 km2,. La superficie géographique, issue de la BD Topo, composante du Référentiel à grande échelle produit par l'IGN, est quant à elle de 86,19 km2. Son relief est relativement plat puisque la dénivelée maximale atteint 44 mètres. L'altitude du territoire varie entre 93 m et 137 m.

### Hydrographie
La commune est traversée par la rivière Cosson, un sous-affluent de la Loire. Le château de la Ferté gardait d'ailleurs le passage de ce cours d'eau.

### Climat
Pour des articles plus généraux, voir Climat du Centre-Val de Loire et Climat du Loiret.
En 2010, le climat de la commune est de type climat océanique dégradé des plaines du Centre et du Nord, selon une étude du CNRS s'appuyant sur une série de données couvrant la période 1971-2000. En 2020, Météo-France publie une typologie des climats de la France métropolitaine dans laquelle la commune est exposée à un climat océanique altéré et est dans la région climatique Moyenne vallée de la Loire, caractérisée par une bonne insolation (1 850 h/an) et un été peu pluvieux.
Pour la période 1971-2000, la température annuelle moyenne est de 10,9 °C, avec une amplitude thermique annuelle de 15,3 °C. Le cumul annuel moyen de précipitations est de 716 mm, avec 11 jours de précipitations en janvier et 7 jours en juillet. Pour la période 1991-2020, la température moyenne annuelle observée sur la station météorologique de Météo-France la plus proche, sur la commune de Ligny-le-Ribault à 12 km à vol d'oiseau, est de 11,6 °C et le cumul annuel moyen de précipitations est de 741,2 mm,. Pour l'avenir, les paramètres climatiques de la commune estimés pour 2050 selon différents scénarios d'émission de gaz à effet de serre sont consultables sur un site dédié publié par Météo-France en novembre 2022.

## Urbanisme

### Typologie
Au 1er janvier 2024, La Ferté-Saint-Aubin est catégorisée petite ville, selon la nouvelle grille communale de densité à sept niveaux définie par l'Insee en 2022.
Elle appartient à l'unité urbaine de La Ferté-Saint-Aubin, une unité urbaine monocommunale constituant une ville isolée,. Par ailleurs la commune fait partie de l'aire d'attraction d'Orléans, dont elle est une commune de la couronne,. Cette aire, qui regroupe 136 communes, est catégorisée dans les aires de 200 000 à moins de 700 000 habitants,.

### Occupation des sols
L'occupation des sols de la commune, telle qu'elle ressort de la base de données européenne d’occupation biophysique des sols Corine Land Cover (CLC), est marquée par l'importance des forêts et milieux semi-naturels (67,1 % en 2018), une proportion identique à celle de 1990 (67,1 %). La répartition détaillée en 2018 est la suivante : 
forêts (67,1 %), zones agricoles hétérogènes (13,9 %), terres arables (9 %), zones urbanisées (4,6 %), espaces verts artificialisés, non agricoles (3,1 %), zones industrielles ou commerciales et réseaux de communication (1,6 %), prairies (0,7 %), eaux continentales (0,1 %).
L'évolution de l’occupation des sols de la commune et de ses infrastructures peut être observée sur les différentes représentations cartographiques du territoire : la carte de Cassini (XVIIIe siècle), la carte d'état-major (1820-1866) et les cartes ou photos aériennes de l'IGN pour la période actuelle (1950 à aujourd'hui).

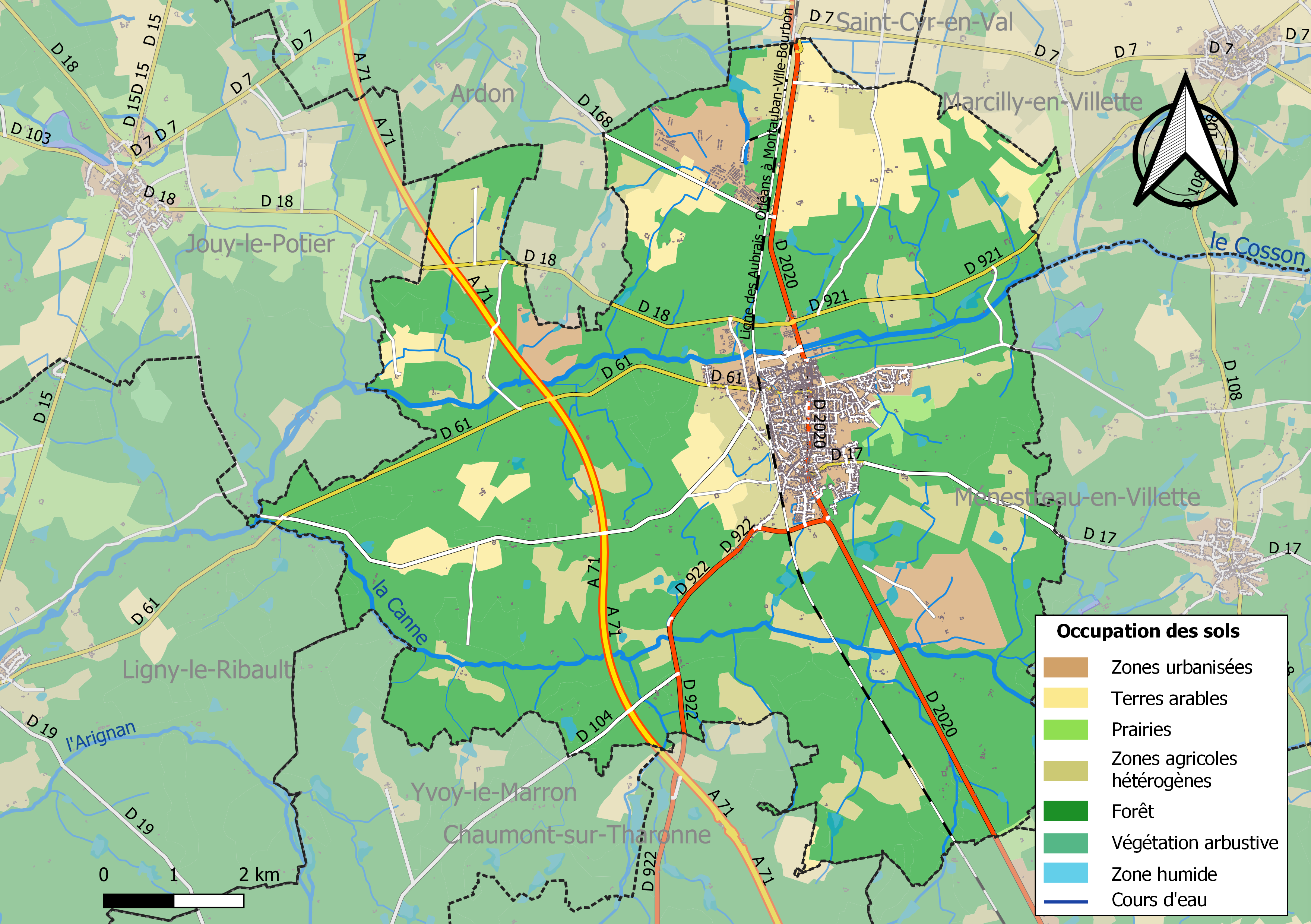
Carte des infrastructures et de l'occupation des sols de la commune en 2018 (CLC).
Carte orthophotographique de la commune en 2016.

### Plan local d'urbanisme

#### Documents d'orientations intercommunaux
La commune est membre du Pays Sologne Val-sud, qui regroupe 29 des communes de la Sologne du Loiret. Ce pays impose un certain nombre de contraintes, que les documents d’urbanisme doivent respecter en étant compatibles avec les documents d’orientations du Pays. Le pays a notamment élaboré une charte architecturale et paysagère en 2005.
En 2012 les Pays Forêt d'Orléans Val de Loire, Loire Beauce et Sologne Val Sud sont les seuls territoires du département du Loiret ne disposant pas de schéma de cohérence territoriale (SCoT). Compte tenu  de l'intérêt de cet outil pour l'avenir des territoires, les élus de ces pays décident d'engager une démarche d'élaboration de SCOT. Le comité syndical du Pays Sologne Val Sud se prononce majoritairement en mars 2013 pour prendre la compétence SCoT dans ses statuts. Les quatre communautés de communes qui composent le Pays délibèrent en avril et mai 2013 pour confier "l'élaboration, la gestion et le suivi du SCoT" au Pays Sologne Val Sud. Les compétences sont modifiées en ce sens en juin 2013, le périmètre du SCOT est arrêté par le préfet le 10 octobre 2013. Après étude et concertation de 2014 à 2017, le document doit être approuvé en 2018.

### Logement
La Ferté St Aubin offre diverses logements qui sont à louer (moderne, ancien), vendre, construire.

### Voies de communication et transports

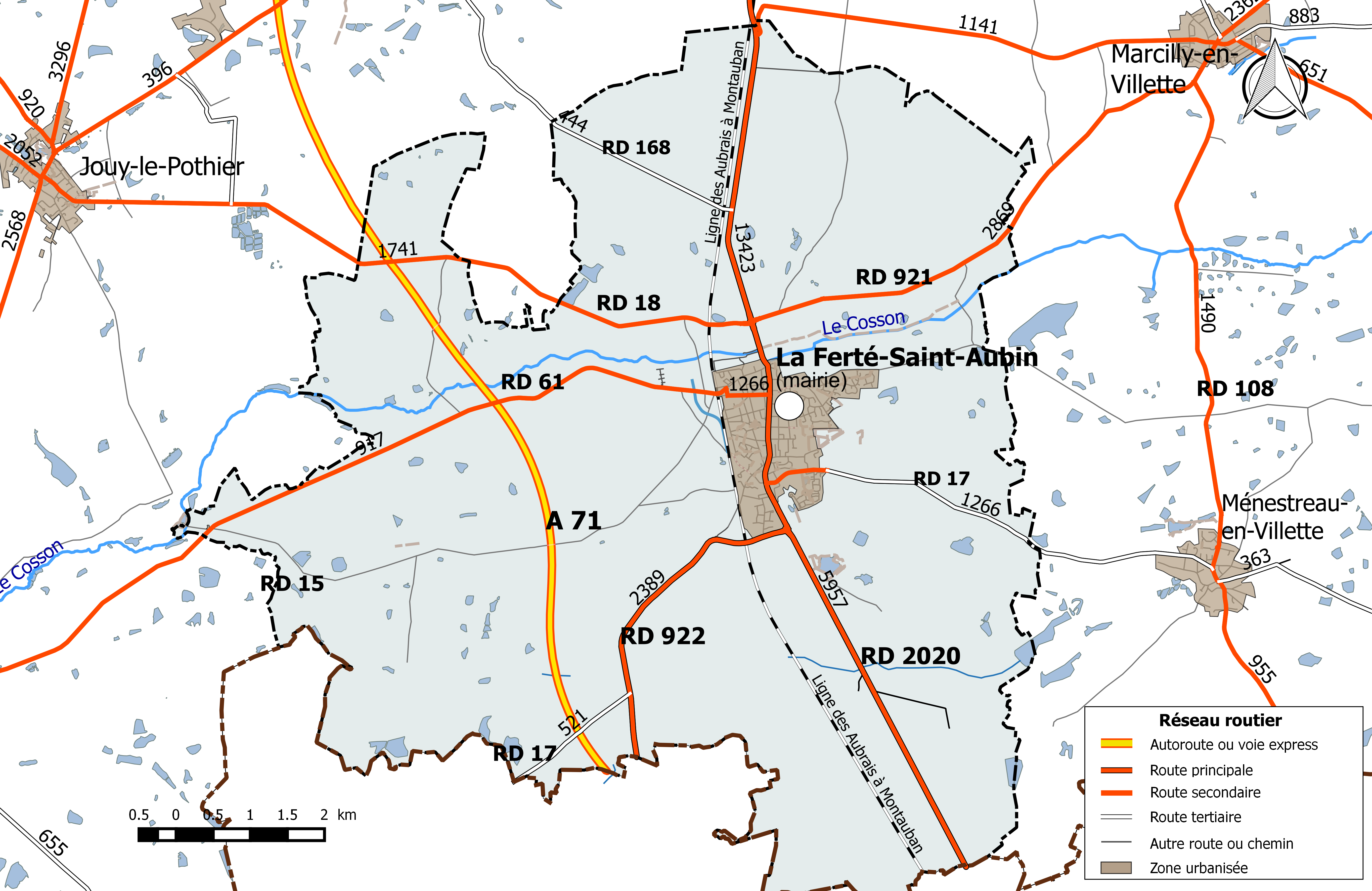
Réseau routier principal de la commune de La Ferté-Saint-Aubin (avec indication du trafic routier 2014).

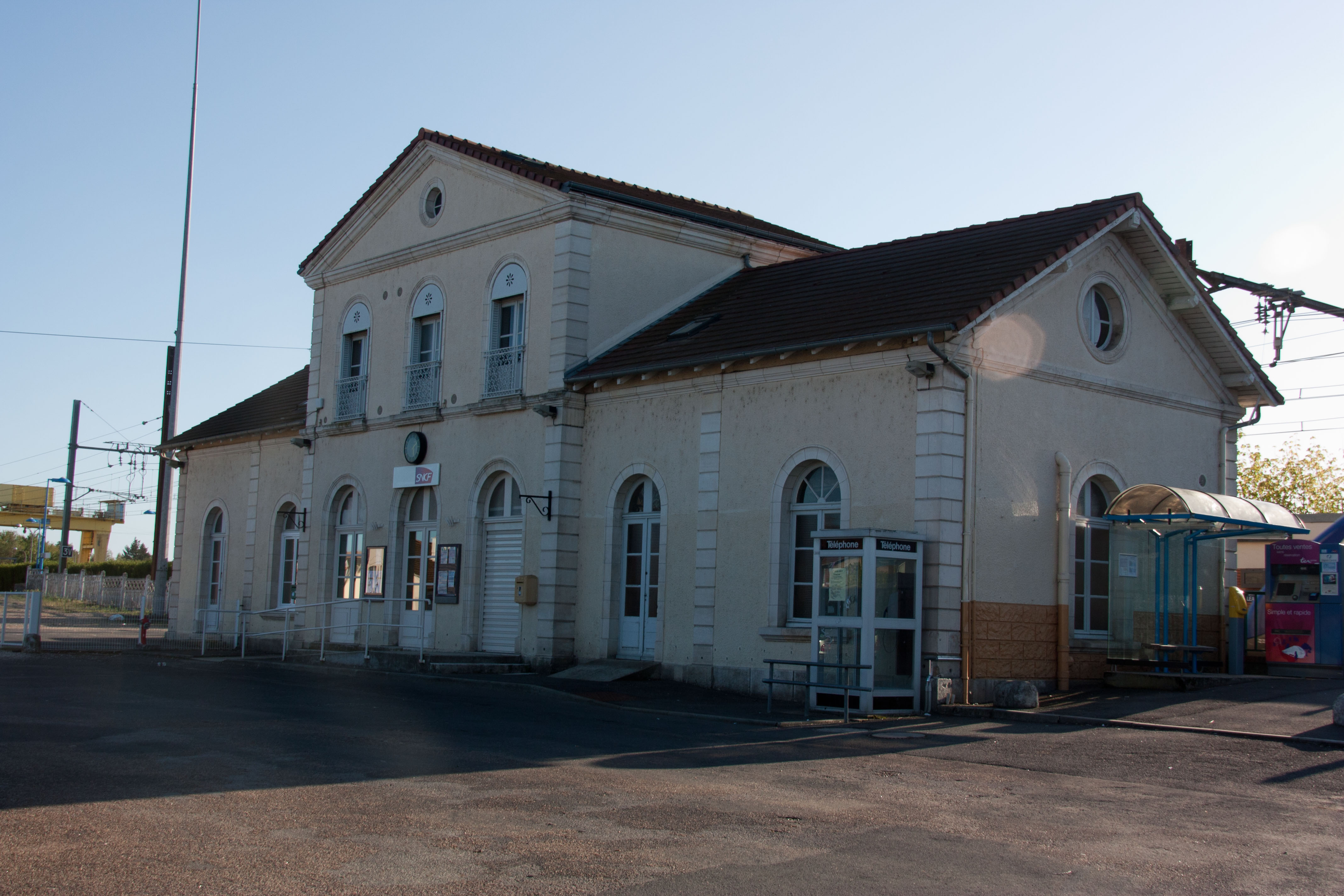
La gare de La Ferté-Saint-Aubin.

#### Infrastructures routières
La commune est traversée par sept routes départementales : une route à grande circulation (la RD 2020), deux routes avec un trafic modéré, mais non classées à grande circulation (les RD 921 et 922) et quatre routes à faible trafic (les RD 17, 18, 61 et 168).
La RD 2020 est l'ancienne Route nationale 20, transférée au département du Loiret par arrêté préfectoral du 22 décembre 2005, consécutivement au décret du 5 décembre 2005 qui définit la nouvelle consistance du réseau routier national et qui prévoit de ne maintenir dans le réseau routier national que la partie la plus méridionale de la route, entre le débouché de l'A66 et l'Espagne. Cet axe traverse la commune du nord au sud et supporte en 2014 un trafic de 13 423 véhicules/jour au nord de l'agglomération de La Ferté-Saint-Aubin, et de 5 957 au sud. Le trafic poids-lourds journalier supporté est de 792 véhicules (9,2 % du trafic total) au nord du bourg et de 548 (9,2 %) au sud.
La RD 921 est l'ancienne route nationale 721, qui reliait avant 1973 Étampes (RN20), Pithiviers, Jargeau et La Ferté-Saint-Aubin (RN20). Elle a été transférée au département du Loiret par arrêté du 22 décembre 2012.  En 2014, elle supporte un trafic de 2 869 véhicules/jour.
La RD 922 est l'ancienne route nationale 722, qui reliait avant 1973 la Ferté-Saint-Aubin à Vatan et qui a été transférée au département du Loiret par arrêté du 22 décembre 2012.  En 2014, elle supporte un trafic de 2 389 véhicules/jour.
Les autres routes départementales sont les suivantes :
- la RD 17 (1 266 véhicules/jour), qui relie La Ferté-Saint-Aubin à Sennely[36],
- la RD 18 (1 741 véhicules/jour), qui relie Meung-sur-Loire à La Ferté-Saint-Aubin[36],
- la RD 61 (917 véhicules/jour), qui relie La Ferté-Saint-Aubin à Ligny-le-Ribault[36],
- la RD 168 (444 véhicules/jour), qui relie Olivet à La Ferté-Saint-Aubin[36].

#### Transports en commun
En 2016, la commune est desservie par la ligne 5 du réseau Ulys, le réseau interurbain de transport par autocar du Conseil départemental du Loiret. Cette ligne, qui relie Sennely à Orléans, propose un nombre de dessertes variable en fonction des jours ouvrables de la semaine. Des correspondances SNCF sont assurées à la gare d'Orléans et TAO et Transbeauce à la Gare routière d'Orléans. À compter du 1er janvier 2017, la compétence des services de transports routiers interurbains, réguliers et à la demande est transférée des départements aux régions, et donc localement du département du Loiret à la région Centre-Val de Loire, consécutivement à la loi NOTRe du 7 août 2015.
En 2016, la commune est desservie par une gare SNCF située sur la ligne Paris-Toulouse.

### Risques naturels et technologiques
La commune de la Ferté-Saint-Aubin est vulnérable à différents aléas naturels : climatiques (hiver exceptionnel ou canicule), mouvements de terrains ou sismique (sismicité très faible). 
Elle est également exposée à trois risques technologiques : le risque industriel et le risque industriel[C'est-à-dire ?]
. 
Entre 1989 et 2019, onze arrêtés ministériels ayant porté reconnaissance de catastrophe naturelle ont été pris pour le territoire de la commune  : quatre  pour des inondations et coulées de boues et sept pour des mouvements de terrains.

#### Risques naturels
Le territoire de la commune peut être concerné par un risque d'effondrement de cavités souterraines non connues. Une cartographie départementale de l'inventaire des cavités souterraines et des désordres de surface a été réalisée. Il a été recensé sur la commune plusieurs effondrements de cavités.
Par ailleurs, le sol du territoire communal peut faire l'objet de mouvements de terrain liés à la sécheresse. Le phénomène de retrait-gonflement des argiles est la conséquence d'un changement d'humidité des sols argileux. Les argiles sont capables de fixer l'eau disponible mais aussi de la perdre en se rétractant en cas de sécheresse. Ce phénomène peut provoquer des dégâts très importants sur les constructions (fissures, déformations des ouvertures) pouvant rendre inhabitables certains locaux. Celui-ci a particulièrement affecté le Loiret après la canicule de l'été 2003. Une grande partie du territoire de la commune, dont le bourg, est soumise à un aléa « moyen » face à ce risque, selon l'échelle définie par le Bureau de recherches géologiques et minières (BRGM).
Depuis le 22 octobre 2010, la France dispose d’un nouveau zonage sismique divisant le territoire national en cinq zones de sismicité croissante. La commune, à l’instar de l’ensemble du département,  est concernée par un risque très faible.

#### Risques technologiques
Dans le domaine des risques technologiques, une partie du territoire de la commune peut être concernée par le risque nucléaire. En cas d’accident grave, certaines installations nucléaires sont en effet susceptibles de rejeter dans l’atmosphère de l’iode radioactif. Or la commune se situe partiellement à l'intérieur du périmètre de 20 km du Plan particulier d'intervention de la centrale nucléaire de Saint-Laurent-des-Eaux. À ce titre les habitants de la commune, comme tous ceux résidant dans le périmètre proche de 20 km de la centrale ont bénéficié, à titre préventif, d'une distribution de comprimés d’iode stable dont l’ingestion avant rejet radioactif permet de pallier les effets sur la thyroïde d’une exposition à de l’iode radioactif. En cas d'incident ou d'accident nucléaire, des consignes de confinement ou d'évacuation peuvent être données et les habitants peuvent être amenés à ingérer, sur ordre du préfet, les comprimés en leur possession.
Dans le domaine des risques technologiques, la commune est concernée par un établissement classé "site SEVESO seuil haut" de par ses activités : la société TDA Armements, une filiale de Thales dont l'activité principale est la production d'armements et de munitions. Cet établissement fait l’objet de l’élaboration d’un Plan de Prévention des Risques Technologiques approuvé par arrêté préfectoral
La commune est également exposée au risque de transport de matières dangereuses, en raison du passage sur son territoire d'une canalisation de gaz, d'une ligne de transport ferroviaire et d'itinéraires routiers structurants supportant un fort trafic (l'autoroute A71 et la route départementale D2020),.

## Histoire

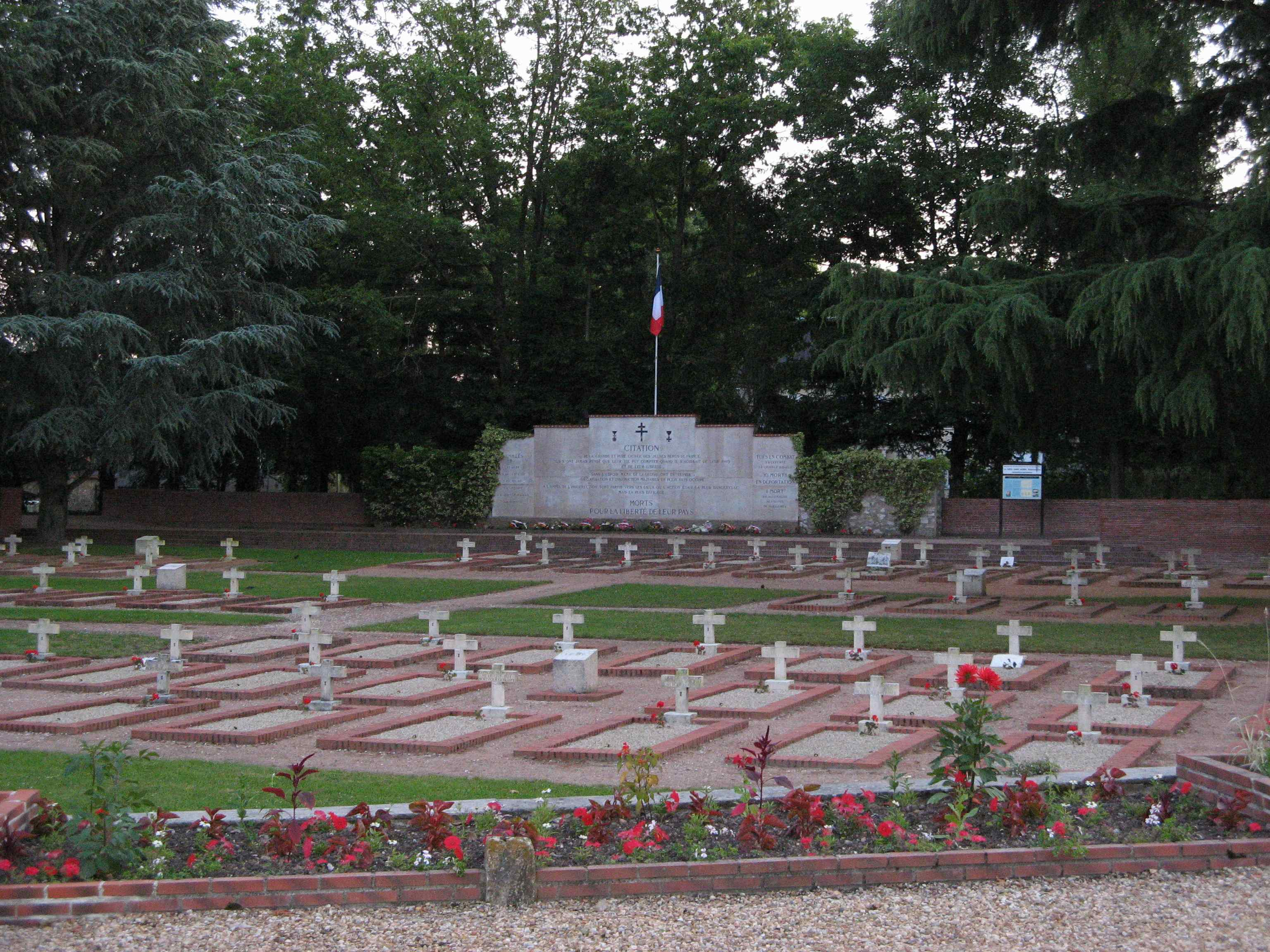
Le mémorial Bellefontaine.

Entre le 29 janvier et le 8 février 1939, plus de 2 800 réfugiés espagnols fuyant l'effondrement de la république espagnole devant les troupes de Franco, arrivent dans le Loiret. Devant l'insuffisance des structures d'accueil d’Orléans, 46 centres d’accueil ruraux sont ouverts, dont un à La Ferté-Saint-Aubin. Les réfugiés, essentiellement des femmes et des enfants (les hommes sont désarmés et retenus dans le Sud de la France), sont soumis à une quarantaine stricte, vaccinés, le courrier est limité, et le ravitaillement, s'il est peu varié et cuisiné à la française, est cependant assuré. Une partie des réfugiés rentrent en Espagne, incités par le gouvernement français qui facilite les conditions du retour, ceux préférant rester sont regroupés au camp de la verrerie des Aydes, à Fleury-les-Aubrais.
Le mémorial Bellefontaine, à l'entrée nord de la ville sur la RN20, rappelle la présence de maquis de Résistance en Sologne, victimes de la répression des occupants nazis à la fin de la Seconde Guerre mondiale, notamment le massacre de 41 lycéens du corps franc Liberté à la ferme du By (située à proximité de l'étang du By 47° 43′ 35″ N, 1° 58′ 46″ E) le 10 juin 1944.
Valéry Giscard d'Estaing, alors président de la République française, rendit visite à l'une des premières familles bénéficiant de l'aide personnalisée au logement, fraîchement créée, à la Ferté-Saint-Aubin en juillet 1977.

## Politique et administration

### Découpage territorial

#### Bloc communal: Commune et intercommunalités
La paroisse de La Ferté-Saint-Aubin acquiert le statut de municipalité avec le  décret du 12 novembre 1789 de l'Assemblée Nationale puis celui de « commune », au sens de l'administration territoriale actuelle, par le décret de la Convention nationale du 10 brumaire an II (31 octobre 1793). Il faut toutefois attendre la loi du 5 avril 1884 sur l'organisation municipale pour qu'un régime juridique uniforme soit défini pour toutes les communes de France, point de départ de l’affirmation progressive des communes face au pouvoir central.
Aucun événement de restructuration majeure du territoire, de type suppression, cession ou réception de territoire, n'a affecté la commune depuis sa création.
La commune est membre de la communauté de communes des Portes de Sologne depuis sa création le 14 novembre 2006, qui devient communauté de communes des Portes de Sologne le 20 janvier 2015.

#### Circonscriptions de rattachement
Sous l'Ancien Régime, à la veille des États généraux de 1789, la paroisse de La Ferté-Saint-Aubin était rattachée sur le plan ecclésiastique au diocèse d'Orléans, sur le plan judiciaire au bailliage d'Orléans , sur le plan militaire au gouvernement d'Orléans et sur le plan administratif à la généralité d'Orléans.
La loi du 22 décembre 1789 divise le pays en 83 départements découpés chacun en six à neuf districts eux-mêmes découpés en cantons regroupant des communes. Les districts, tout comme les départements, sont le siège d’une administration d’État et constituent à ce titre des circonscriptions administratives. La commune de La Ferté-Saint-Aubin est alors incluse dans le canton de La Ferté-Saint-Aubin, le district d'Orléans et le département du Loiret.
La recherche d’un équilibre entre la volonté d’organiser une administration dont les cadres permettent l’exécution et le contrôle des lois d’une part, et la volonté d’accorder une certaine autonomie aux collectivités de base (paroisses, bourgs, villes) d’autre part, s’étale de 1789 à 1838. Les découpages territoriaux évoluent ensuite au gré des réformes visant à décentraliser ou recentraliser l'action de l'État. La régionalisation fonctionnelle des services de l'État (1945-1971) aboutit à la création de régions. L'acte I de la décentralisation de 1982-1983 constitue une étape importante en donnant l'autonomie aux collectivités territoriales, régions, départements et communes. L'acte II intervient en 2003-2006, puis l'acte III en 2012-2015.
Le tableau suivant présente les rattachements, au niveau infra-départemental, de la commune de La Ferté-Saint-Aubin aux différentes circonscriptions administratives et électorales ainsi que l'historique de l'évolution de leurs territoires.
| Circonscription             | Nom                  | Période   | Type                         | Évolution du découpage territorial |
| --------------------------- | -------------------- | --------- | ---------------------------- | --- |
| District                    | Orléans              | 1790-1795 | Administrative               | La commune est rattachée au district d'Orléans de 1790 à 1795,. La Constitution du 5 fructidor an III, appliquée à partir de vendémiaire an IV (1795) supprime les districts, rouages administratifs liés à la Terreur, mais maintient les cantons qui acquièrent dès lors plus d'importance. |
| Canton                      | La Ferté-Saint-Aubin | 1790-1801 | Administrative et électorale | Le 10 février 1790, la municipalité de La Ferté-Saint-Aubin est rattachée au canton de La Ferté Saint-Aubin. Les cantons acquièrent une fonction administrative avec la disparition des districts en 1795. |
| Canton                      | La Ferté-Saint-Aubin | 1801-2015 | Administrative et électorale | Sous le Consulat, un redécoupage territorial visant à réduire le nombre de justices de paix ramène le nombre de cantons dans le Loiret de 59 à 31. La Ferté-Saint-Aubin est alors rattachée par arrêté du 9 vendémiaire an X (30 septembre 1801) au canton de La-Ferté-Saint-Aubin,. |
| Canton                      | La Ferté-Saint-Aubin | 2015-     | Électorale                   | La loi du 17 mai 2013 et ses décrets d'application publiés en février et mars 2014 introduisent un nouveau découpage territorial pour les élections départementales. La commune est alors rattachée au nouveau canton de La Ferté-Saint-Aubin. Depuis cette réforme, plus aucun service de l'État n'exerce sa compétence sur un territoire s'appuyant sur le nouveau découpage cantonal. Le canton a disparu en tant que circonscription administrative de l'État ; il est désormais uniquement une circonscription électorale dédiée à l'élection d'un binôme de conseillers départementaux siégeant au conseil départemental. |
| Arrondissement              | Orléans              | 1801-     | Administrative               | La Ferté-Saint-Aubin est rattachée à l'arrondissement d'Orléans depuis sa création en 1801,. |
| Circonscription législative | 3e circonscription   | 2010-     | Électorale                   | Lors du découpage législatif de 1986, le nombre de circonscriptions législatives passe dans le Loiret de 4 à 5. Un nouveau redécoupage intervient en 2010 avec la loi du 23 février 2010. En attribuant un siège de député « par tranche » de 125 000 habitants, le nombre de circonscriptions par département varie désormais de 1 à 21,. Dans le Loiret, le nombre de circonscriptions passe de cinq à six. La Ferté-Saint-Aubin, initialement rattachée à la première circonscription, est, après 2010, rattachée à la troisième circonscription.                                                                            |

#### Collectivités de rattachement
La commune de La Ferté-Saint-Aubin est rattachée au département du Loiret et à la région Centre-Val de Loire, à la fois circonscriptions administratives de l'État et collectivités territoriales.

### Politique et administration municipales

#### Administration municipale

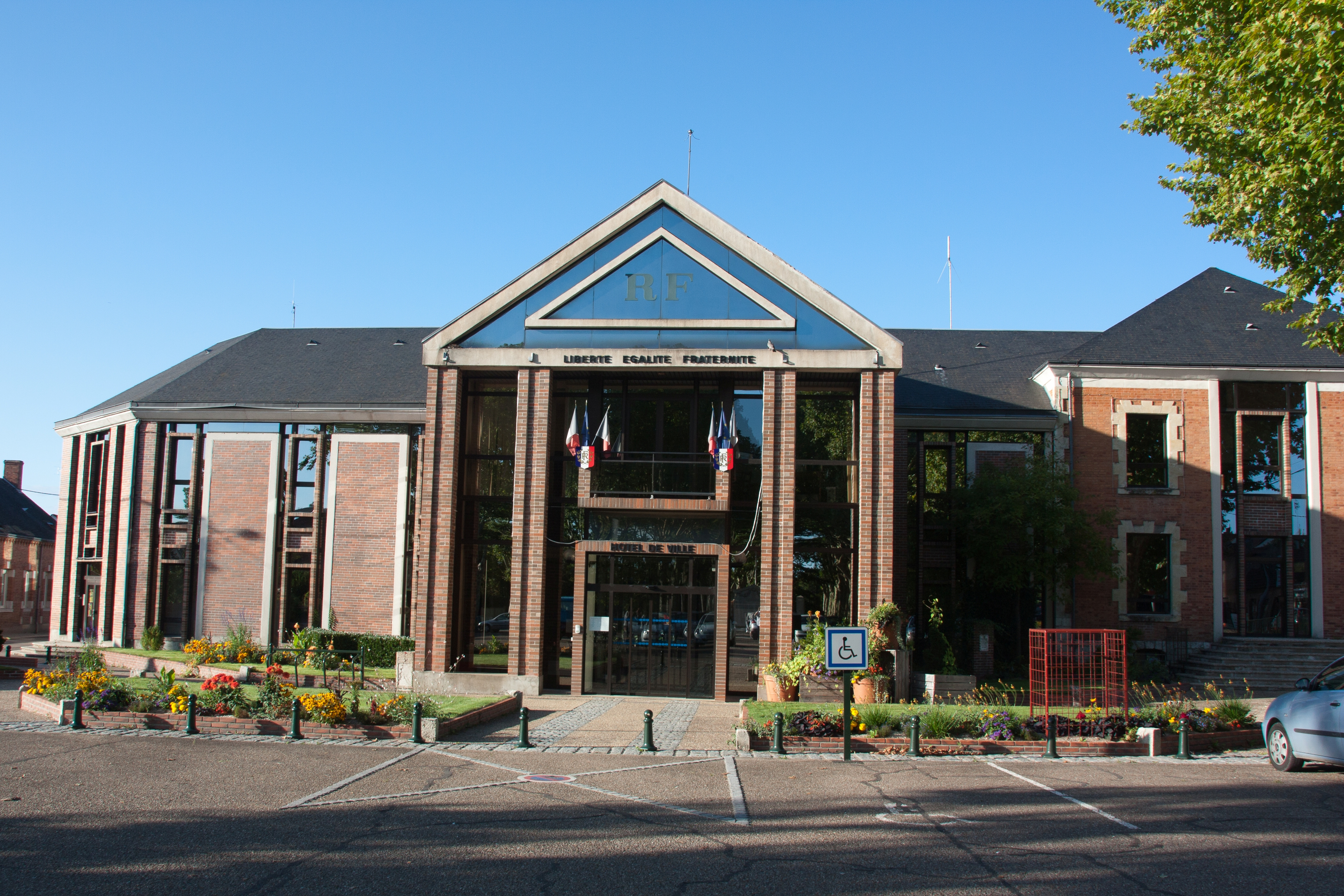
Hôtel de ville.

Depuis les élections municipales de 2014, le conseil municipal de La Ferté-Saint-Aubin, commune de plus de 1 000 habitants, est élu au scrutin proportionnel de liste à deux tours (sans aucune modification possible de la liste),  pour un mandat de six ans renouvelable. Il est composé de 29 membres. L'exécutif communal est constitué par le maire, élu par le conseil municipal parmi ses membres, pour un mandat de six ans, c'est-à-dire pour la durée du mandat du conseil.

### Politique de développement durable
La commune a engagé une politique de développement durable en lançant une démarche d'Agenda 21 en 2008.

### Sports
- AJALFA : danse classique, danse modern/jazz
- ABSM : Amicale Bouliste Saint-Michel
- Courir à la Ferté
- Cyclo-Club Fertésien
- Danse Fertésienne : danse à 2
- ESC Escrime
- ESC Gym-Fitness
- ESC Natation
- ESC Tir à l'Arc
- Golf de Sologne
- Golf des Aisses
- Groupe des Marcheurs Solognots
- Judo Club Fertésien
- La Ferté Tir
- Poney Club de Vinauger
- Roller Loisir
- USF Football
- USF Gym
- USF Marche Nordique
- USF Basketball
- USF Pétanque
- USF Karaté
- USF Randonnée Pédestre
- USF Tennis
- USF Tennis de Table
- USLF Handball Masculin
- Val Sologne Handball Féminin
- Yoga du rire

### Jumelages
- Rhede (Allemagne)[84]
- Saint-Augustin-de-Desmaures (Canada)[85]
- Trois-Rivières (Guadeloupe) (France)

## Équipements et services

### Environnement

#### Gestion des déchets
En  2016, la commune est membre du syndicat mixte de collecte et de traitement des ordures ménagères (SMICTOM) des Portes de Sologne. Celui-ci assure la collecte et le traitement des ordures ménagères résiduelles (bac bordeaux) et des emballages ménagers recyclables (bac jaune) et des encombrants en porte à porte, et du verre en points d’apport volontaire. Un réseau de huit déchèteries, dont une sur le territoire communal, accueille les encombrants et autres déchets spécifiques (déchets verts, déchets dangereux, gravats, ferraille, cartons…) 
L'élimination et la valorisation énergétique des déchets ménagers et de ceux issus de la collecte sélective sont effectuées par le SIEOM du groupement de Mer qui exploite une usine d’incinération (UIOM) à Vernou-en-Sologne,,.
Depuis le 1er janvier 2017, la « gestion des déchets ménagers » ne fait plus partie des compétences de la commune mais est une compétence obligatoire de la communauté de communes des Portes de Sologne en application de la loi NOTRe du 7 août 2015.

#### Production et distribution d'eau
Le service public d’eau potable est une compétence obligatoire des communes depuis l’adoption de la loi du 30 décembre 2006 sur l’eau et les milieux aquatiques. Au 31 décembre 2016, la production et la distribution de l'eau potable sur le territoire communal sont assurées par le  la commune elle-même la commune elle-même.
La loi NOTRe du 7 août 2015 prévoit que le transfert des compétences « eau et assainissement » vers les communautés de communes sera obligatoire à compter du 1er janvier 2020. Le transfert d’une compétence entraîne  de  facto la mise à disposition gratuite de plein droit des biens, équipements et services publics utilisés, à la date du transfert, pour l'exercice de ces compétences et la substitution de la communauté dans les droits et obligations des communes,.

#### Assainissement
La compétence assainissement, qui recouvre obligatoirement la collecte, le transport et l’épuration des eaux usées, l’élimination des boues produites, ainsi que le contrôle des raccordements aux réseaux publics de collecte, est assurée  par la commune elle-même.
La commune est raccordée à une station d'épuration située sur le territoire communal, mise en service le 1er octobre 2009 et dont la capacité nominale de traitement est de  9 000 EH, soit 2 900 m3 par jour. Cet équipement utilise un procédé d'épuration biologique dit « à boues activées ». Son exploitation est assurée en 2016 par Véolia eau - Olivet,.
L’assainissement non collectif (ANC) désigne les installations individuelles de traitement des eaux domestiques qui ne sont pas desservies par un réseau public de collecte des eaux usées et qui doivent en conséquence traiter elles-mêmes leurs eaux usées avant de les rejeter dans le milieu naturel. En 2017, la communauté de communes des Portes de Sologne assure le service public d'assainissement non collectif (SPANC), qui a pour mission de vérifier la bonne exécution des travaux de réalisation et de réhabilitation, ainsi que le bon fonctionnement et l’entretien des installations,.

### Enseignement (scolarité)
La Ferté-Saint-Aubin est située dans l'académie d'Orléans-Tours et dans la circonscription d'Orléans-sud. La commune possède quatre écoles maternelles, quatre écoles primaires et un collège.
Les établissements de la commune sont les suivants :
- école maternelle publique « Mireille Prieur » ;
- écoles publiques maternelles et primaires : « Chênerie », « Les Sablons » ;
- école primaire publique du Centre ;
- école maternelle et primaire privée « Sainte Thérèse » ;
- collège public « Le Pré-des-Rois »[104].
- les élèves de la commune poursuivent ensuite leur scolarité au Lycée Voltaire.

## Population et société

### Démographie
L'évolution du nombre d'habitants est connue à travers les recensements de la population effectués dans la commune depuis 1793. Pour les communes de moins de 10 000 habitants, une enquête de recensement portant sur toute la population est réalisée tous les cinq ans, les populations de référence des années intermédiaires étant quant à elles estimées par interpolation ou extrapolation. Pour la commune, le premier recensement exhaustif entrant dans le cadre du nouveau dispositif a été réalisé en 2005.

En 2022, la commune comptait 7 317 habitants, en évolution de −1,03 % par rapport à 2016 (Loiret : +1,89 %, France hors Mayotte : +2,11 %).
| 1793  | 1800  | 1806  | 1821  | 1831  | 1836  | 1841  | 1846  | 1851  |
| ----- | ----- | ----- | ----- | ----- | ----- | ----- | ----- | ----- |
| 1 324 | 1 558 | 1 549 | 1 590 | 1 744 | 1 927 | 1 927 | 2 233 | 2 117 |

| 1856  | 1861  | 1866  | 1872  | 1876  | 1881  | 1886  | 1891  | 1896  |
| ----- | ----- | ----- | ----- | ----- | ----- | ----- | ----- | ----- |
| 2 203 | 2 305 | 2 503 | 2 691 | 2 836 | 2 927 | 3 043 | 3 341 | 3 437 |

| 1901  | 1906  | 1911  | 1921  | 1926  | 1931  | 1936  | 1946  | 1954  |
| ----- | ----- | ----- | ----- | ----- | ----- | ----- | ----- | ----- |
| 3 437 | 3 642 | 3 679 | 3 494 | 3 518 | 3 674 | 3 723 | 3 931 | 4 192 |

| 1962  | 1968  | 1975  | 1982  | 1990  | 1999  | 2005  | 2006  | 2010  |
| ----- | ----- | ----- | ----- | ----- | ----- | ----- | ----- | ----- |
| 4 400 | 4 307 | 4 284 | 5 498 | 6 414 | 6 783 | 7 083 | 7 028 | 7 127 |

| 2015  | 2020  | 2022  | - | - | - | - | - | - |
| ----- | ----- | ----- | - | - | - | - | - | - |
| 7 367 | 7 371 | 7 317 | - | - | - | - | - | - |

## Économie

### Revenus de la population et fiscalité
En 2010, le revenu fiscal médian par ménage était de 32 278 €, ce qui plaçait La Ferté-Saint-Aubin au 10 268e rang parmi les 31 525 communes de plus de 39 ménages en métropole.
En 2012, la part des ménages fiscaux imposables est de 70,9 %.

### Entreprises et commerces
La principale entreprise de la ville est Thales - TDA Armements, héritière des établissements Brandt puis Hotchkiss-Brandt installés  depuis 1938 sur le domaine de Chevau d'une superficie de 450 hectares, conçoit, fabrique et teste principalement des systèmes de mortiers et roquettes aéroportée.
La commune compte par ailleurs de nombreux commerces, deux supermarchés (Carrefour Market et Auchan) et des zones d'activités (Le Rothay, La Chavannerie 1 et Mérignan), une troisième zone est en cours d'aménagement (2009).
Le taux de chômage, en 2012, pour la commune s'élève à 7,9 % .

### Tourisme
L’activité touristique est soutenue par la présence d’un office du tourisme intercommunal et du camping du Cosson.

## Vie quotidienne à la Ferté-Saint-Aubin
Deux golfs sont implantés sur le territoire de la commune, le golf de Sologne depuis 1950, sur la route de Jouy-le-Potier ainsi que le golf des Aisses, depuis 1992, sur la route nationale 20.

### Culture
- Le  Variétés Cinéma

### Lieux de cultes
La paroisse catholique de La Ferté-Saint-Aubin est rattachée au secteur pastoral de Cléry-Sologne du diocèse d'Orléans. Elle dispose des églises Saint-Aubin et Saint-Michel.

## Culture locale et patrimoine

### Patrimoine architectural

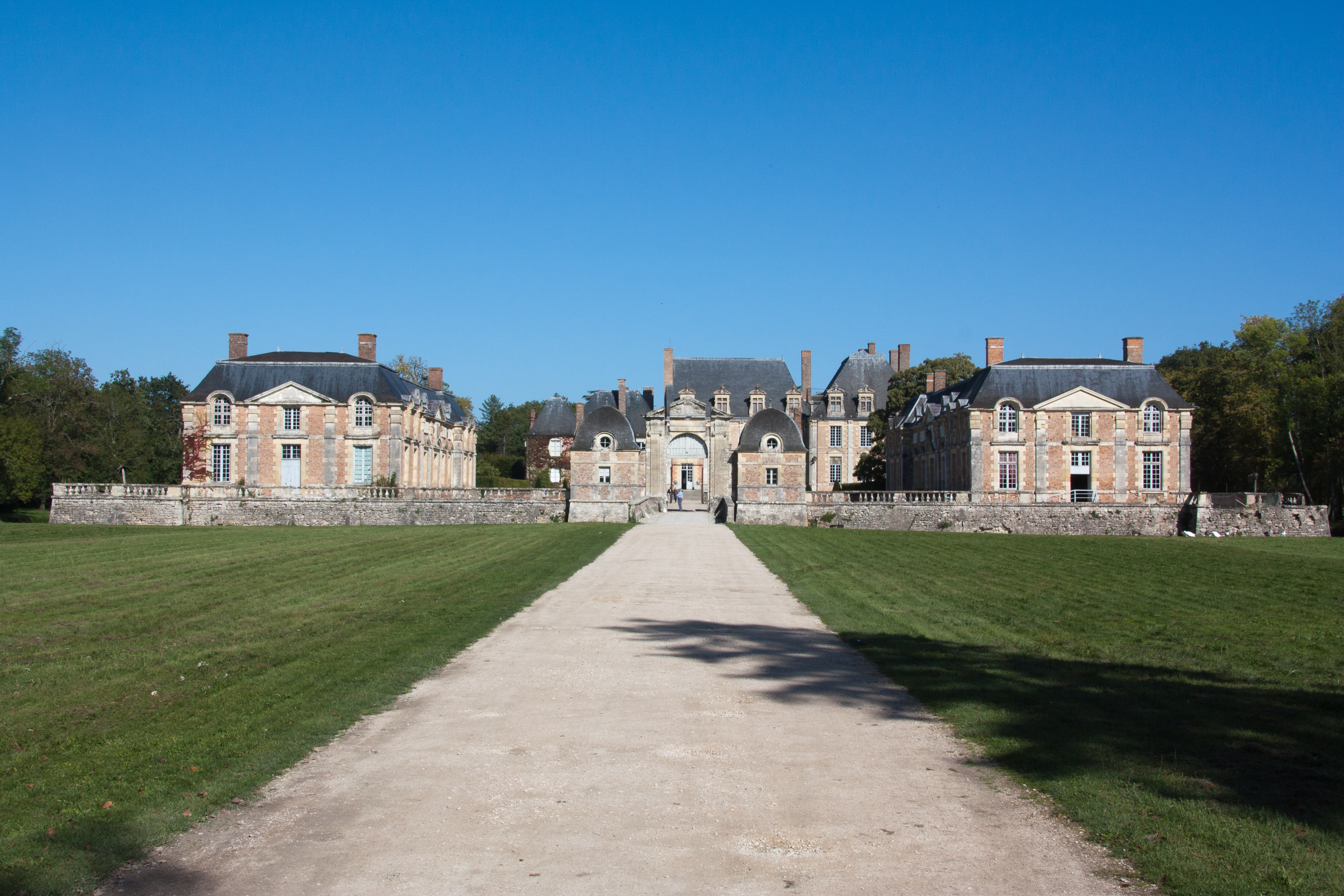
Le château de la Ferté.

- Le château de la Ferté, construit à partir de la fin du XVIe siècle, comprend un corps principal, des écuries, des communs[A 1] et des jardins d'agrément[A 2] ;
- La ville comporte un certain nombre de châteaux privés, datant tous du XIXe siècle et ayant essentiellement servi de relais de chasse : la Papinière de style néo-normand[A 3], de Montesault[A 4], des Fontaines[A 5], de Chaselle[A 6], de Bellefontaine[A 7], de Villaine[A 8], du Ruth de style néo-médiéval[A 9], des Muids de style néo-Renaissance et néo-médiéval[A 10], la Luzière[A 11], des Landes[A 12], de la Grisonnière[A 13], la Goronnière de style néo-gothique[A 14], de Chevau de style néo-Renaissance[A 15], de Chartraine[A 16], de la Bohardière[A 17], de la Beuvronne[A 18], des Aulnettes[A 19], des Aisses[A 20] ; les Boistards
- Le centre-ville comporte quelques belles maisons à colombages typiques de l'architecture solognote, notamment dans la rue Saint-Michel[A 21] ;
- L'église Saint-Michel a un chœur datant du XIe ou XIIe siècle, et fut reconstruite et agrandie au XVIIe siècle (chapelles de la Sainte-Vierge et de Saint-Loup)[114], le clocher abrite trois cloches donnant les notes sol, si et ré. ;
- L'église Saint-Aubin dont le clocher date du  XVe siècle, partiellement classé Monument historique[A 22] ;
- L'oratoire Notre-Dame au lieu-dit des Trays construit vers 1850[A 23] ;
- Les halles datant de 1869[A 24] ;
- Maison-villa de la rue du Maréchal Foch datant de 1907[A 25] ;
- La tuilerie des Grands Sables du XIXe siècle[A 26] ;
- Plusieurs fermes du XIXe siècle[A 27].

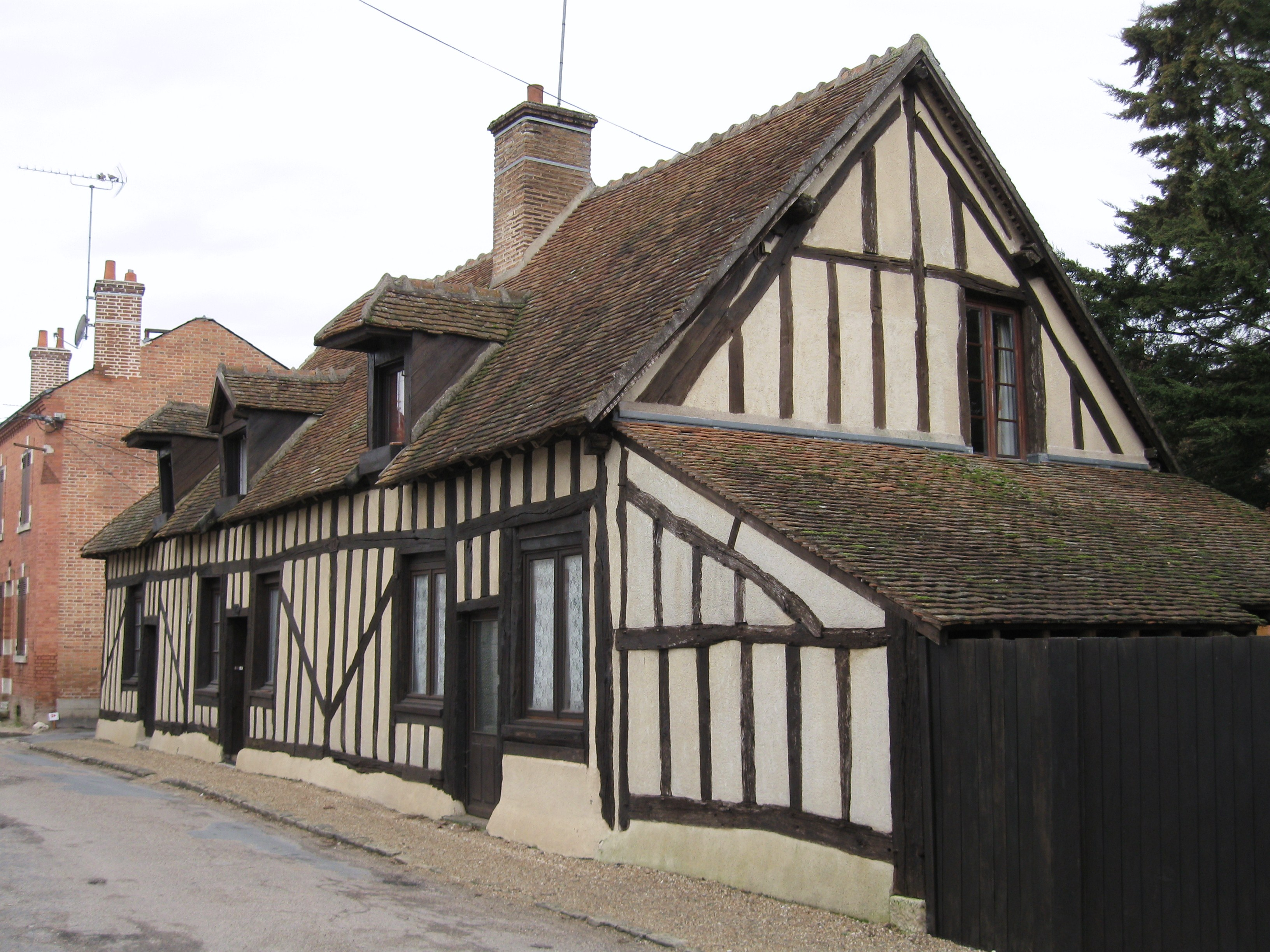
Habitation traditionnelle à colombages.
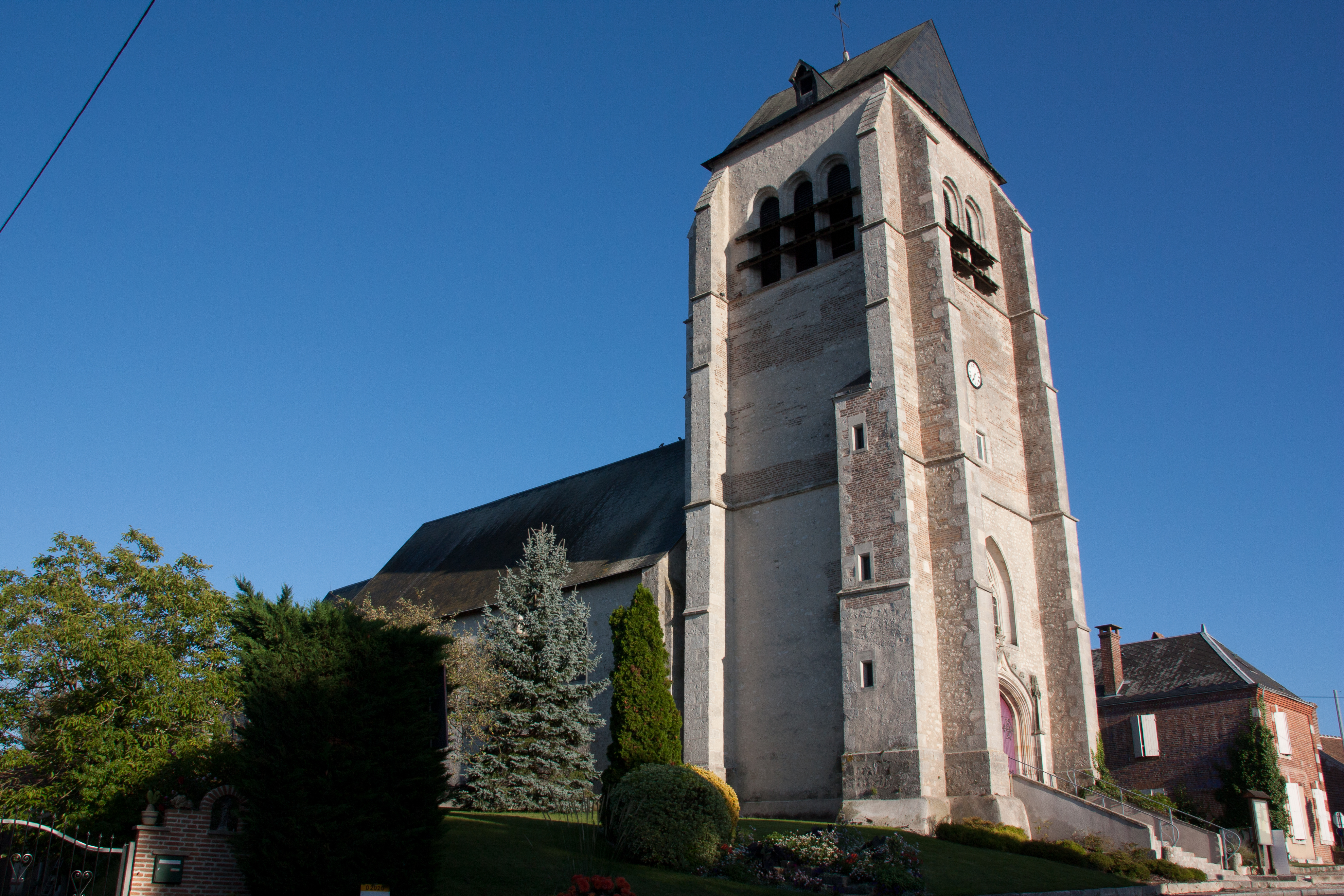
L'église Saint-Aubin.
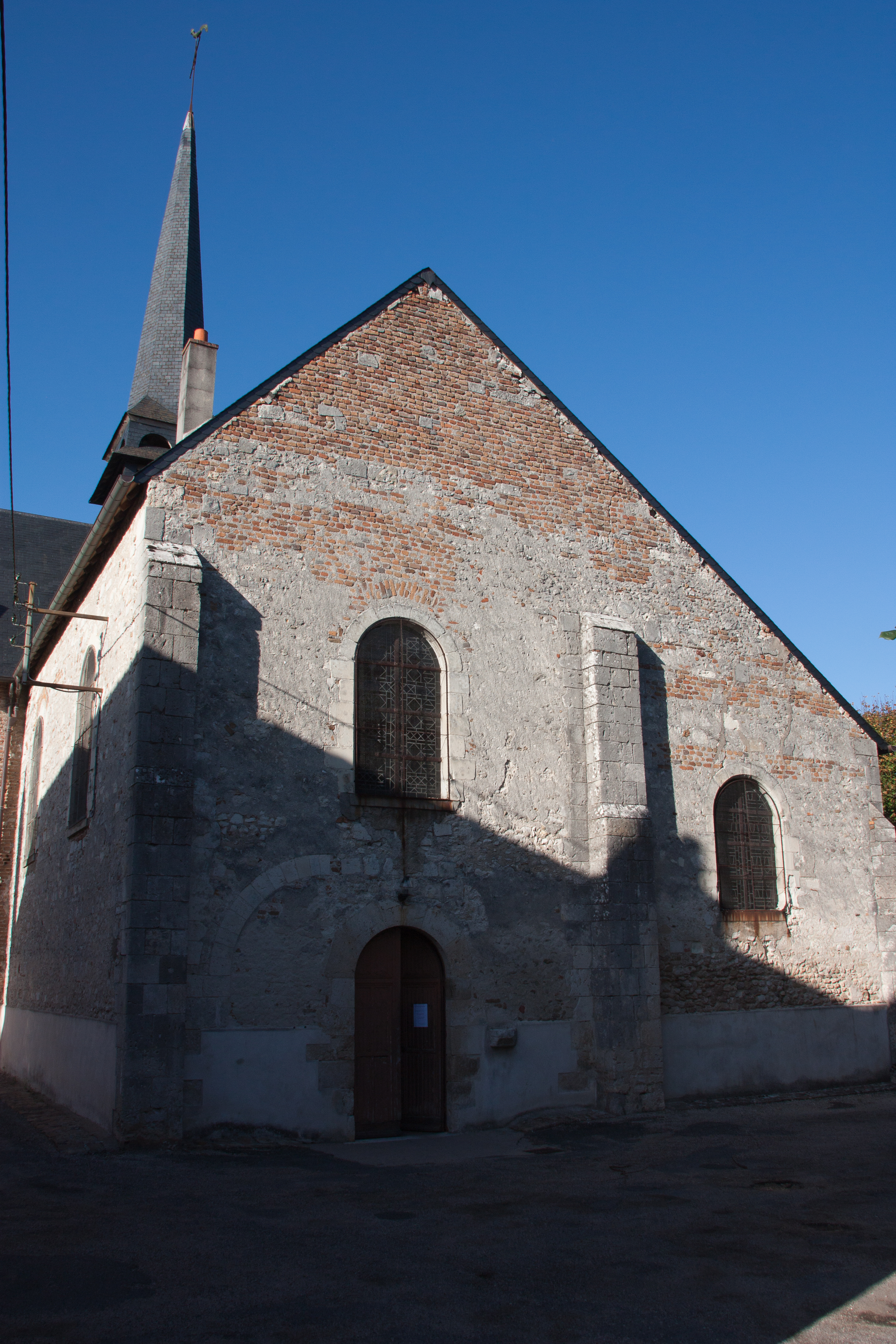
L'église Saint-Michel.

### Personnalités liées à la commune
- Auguste-Léopold Laroche (1845-1895), évêque de Nantes, y est né ;
- Fernand Lasne (1894-1984), pilote de guerre durant la Première Guerre mondiale, y est né et décédé.
- Roger-Patrice Pelat (1918-1989), résistant et homme d'affaires, y possédait une propriété et y est inhumé.
- Michel Barnier premier ministre et commissaire européen y possède une propriété.

### Héraldique et logotype
| Blason de La Ferté-Saint-Aubin | Les armes de La Ferté-Saint-Aubin se blasonnent ainsi : D’azur à la porte de ville crénelée d’argent, essorée de gueules, flanquée de deux échauguettes couvertes du même, ouverte du champ et de deux vantaux de gueules, leurs bris d'huis de sable, l'ouverture chargée d'un rencontre de cerf d’or surmonté d’une fleur de lis du même, la porte accostée de six quintefeuilles d’argent par trois en pal. Adopté le 24 avril 1963. Création Robert Louis. Une version précédente du blason correspondait au blasonnement suivant : De gueules à une tour d'argent sur une terrasse de sinople, accostée de deux sapins du même. |

La commune s’est en outre dotée d’un logotype.
| Logotype de La Ferté-Saint-Aubin | Le logotype de la commune représente la porte du château ainsi qu'une feuille de chêne de trois couleurs, rouge pour la brique de Sologne, vert pour les forêts et bleu pour les étangs. |

### Gastronomie
Le fertésien, gâteau fourré.

### La Ferté-Saint-Aubin dans les arts et la culture
- Le film de Jean Renoir, La Règle du jeu, a été en partie tourné au château de La Ferté-Saint-Aubin au printemps de 1939.